# كاتي ماك
كاتي ماك (14 سبتمبر 1993 - ) (بالإنجليزية: Katie Mack)‏ هي لاعبة كريكت أسترالية.

## وصلات خارجية
- كاتي ماك على موقع إي آس بي آن كريك إنفو (الإنجليزية)